# Ртищев, Василий Михайлович
 Василий Михайлович Ртищев  (1683 — после 1743 гг.) — Обер-штер-кригскомиссар и генерал-майор.
Внучатный племянник «милостивого мужа» Ф. М. Ртищева и сын комнатного и ближнего стольника и судьи Расправной Палаты при Сенате Михаила Федоровича Ртищева от его первой рано умершей жены Прасковьи Семёновны Васильчиковой.
Стал последним в истории получения чина комнатного стольника (14 октября 1695).

## Биография
В 1693 году начал службу с должности комнатного стольника царя Иоанна Алексеевича благодаря близости его отца ко двору. После смерти Иоанна (29 января 1696 года) он был назначен в комнатные стольники к царю Петру.
В 1698 году, в возрасте пятнадцати лет начал военную службу, записан сержантом в Семёновский полк.
Отец его, по воле Петра Великого побывавший уже в зрелом возрасте с образовательной целью в Италии, так горячо желал и для сына подобной поездки, что составляя завещание на случай смерти в походе, требовал от душеприказчиков, чтобы они непременно, хотя бы заняв денег, отправили сына его в чужие края года на три или на четыре; назначил ему на прожитие за границей по триста рублей в год, и определил даже, каких дворовых людей с ним послать. Волю эту, вернувшись из Азовского и Шведского походов невредимым, Ртищев-отец осуществил лично: сын его в 1702 г. был послан «для наук в иностранные европейские государства».
По возвращении оттуда он в 1704 г. получил назначение в адъютанты капитанского чина сперва к генералу Ренне, а затем к графу Гессен-Дармштадтскому.
Только 30 января 1707 года был впервые назначен Ртищеву оклад — в размере 650 четвертей при жалованье в 40 рублей в год.
Произведенный в майоры в 1708 году, Ртищев был по смерти графа Дармштадтского определён в том же году генеральс-адъютантом к князю А. Д. Меншикову и зачислен в конный «шквадрон» светлейшего.
Участвуя в ряде походов, он побывал в Лифляндии, где упоминается в 1709 и 1710 годах, и в Польше; был ранен.
4 августа 1712 года Ртищеву, как и его отцу и многим высшим служилым людям, велено было жить по окончании войны на острове Котлин, где раздавались земли и дворы, и разрешено построить себе дом в Петербурге, «на первый приезд».
Со времени назначения к Меншикову служебное движение Ртищев, дотоле быстрое, остановилось. Можно предположить, что на судьбе его отозвались и недовольство Петра Меншиковым, начавшееся с бытности последнего в Польше, и раскрытие злоупотреблений князя Григория Ивановича Волконского, названного Петром Иудою и наказанного жжением языка в апреле 1715 года: князь Г. И. Волконский был тестем Василия Михайловича Ртищева, который был женат с 1710 года на его дочери Пелагее.
Как бы то ни было, но Ртищев пробыл майором 17 лет; в этом чине он попал в Кроншлотский драгунский полк, составленный 7 марта 1721 года из лейб-шквадрона и других войсковых частей, причём в 1722 году было велено и солдат его набирать из одних дворян лучшего образования и поведения, для подготовки их в кавалерийские офицеры. Полк этот был предназначен стать лейб-региментом (как он и был переименован 4 декабря 1725 года и как назывался до преобразования его в лейб-гвардии Конный полк).
Ртищев на коронацию императрицы Екатерины I был взят вице-капралом в кавалергарды, а затем снова стал подвигаться по службе довольно быстро: в 1725 г. произведён в подполковники с переводом из Кроншлотского в Архангелогородский драгунский полк, 3 июня 1726 года назначен комендантом в Нежин, отозван в Петербург указом Верховного Тайного Совета 20 мая 1727 г. и переведён в Петербургский драгунский полк.
При ссылке в Соловки графа Ивана Петровича Толстого, женатого с 1711 г. на старшей из двух сестёр Ртищева — Прасковье Михайловне, по делу отца его, графа Петра Андреевича Толстого, тоже сосланного в Соловки, и графа Девьера — Ртищев уцелел; надо думать, потому что виновник этой ссылки, всесильный тогда князь Меньшиков, считал его преданным себе человеком и не заподозрил его.
Однако первое видное назначение Ртищев получил уже после падения «герцога Ижорского», — только в царствование императрицы Анны, при воцарении которой он примкнул к числу дворян, подписавших так называемый «проект Секиотова».
Высочайше утверждённым докладом Сената Ртищев 30 августа 1730 г. был назначен обер-кригскомиссаром при армии и в течение всего царствования Анны Иоанновны был занят этой деятельностью, — «у исправления по той должности различных дел и для довольствия полков находился в Риге, Украйне и за границею».
По сообщению Кабинет-министров в Сенат от 27 июня 1736 г., назначенный обер-кригскомиссаром походного комиссариата, Ртищев нёс эту обязанность во время войны с Турцией, причём в 1737 г. в Киеве перенёс тяжкую болезнь.
В 1738 г. повышен в обер-штер-кригскомиссары и продолжал деятельность, сопряжённую с постоянными разъездами: так, в начале 1739 г. он находился в Полтаве, в июле — в Харькове и т. д.
По окончании войны и по воцарении императрицы Елисаветы Петровны Ртищев в конце 1741 г. был назначен присутствовать в Московской военной конторе, а в следующем году состоял при вновь учреждённом Главном комиссариате, но не долго: 25 июня 1742 г. он получил отставку с чином генерал-майора, по болезни, которая и свела его в могилу — по-видимому, вскоре после того: последние упоминания о нём в бумагах семейного архива относятся к 1744 году.
То обстоятельство, что из всех отраслей военного дела Ртищев посвятил себя хозяйственной, было, по-видимому, не случайно: хозяйственные наклонности были очень развиты в нём. Богатый отец его из многих своих имений весьма рано, уже в 1696 г. передал ему некоторые Лихвинские и иные поместья, и Ртищев начал меняться ими и вообще округлять своё состояние.
Между прочим, он получил в приданое в 1710 году поместье своего тестя князя Волконского в Суздальском уезде и 600 рублей на покупку вотчины, а впоследствии село Карцево с деревней Житцевой в Козельском уезде. В том же году в одну из козельских своих вотчин — Антоньево — он прислал добровольно поступивших к нему в Польше в крестьяне поляков и полек из разорённой шведами Сапегиной местности около местечка Невли.
В том же году была освящена в селе Старо-Никольском, московском родовом именье Ртищева, где в древности был Николаевский монастырь, выстроенная им по обету каменная церковь, а после 1736 г. он построил новую церковь, деревянную, в Алаторской своей вотчине — селе Архангельском-Погибелке, Новый Починок.
В 1722—1724 г. он скупил много земель в Ефремовском уезде при селе Нижних-Гольских или Евегани, впоследствии Ртищево.
После смерти отца, оказавшись человеком вполне богатым, В. М. Ртищев не оставил привычек хозяйственной заботливости, которою проникнута его переписка со старшим сыном Николаем, уцелевшая в семейном архиве.
В Москве он имел дома: в Земляном Городе, в приходе церкви великомученика Власия, в Старой Конюшенной улице и в приходе Григория Неокесарийского; имел он также дом и в Петербурге.
В 1736 г. за ним числилось уже до 2500 душ крестьян. Единственную свою дочь Марью он выдал замуж за известного мореплавателя капитан-командора Алексея Ивановича Скуратова.
В мужском поколении его потомство угасло в 1775 г. в лице внука его, гвардии капитана Василия Николаевича, сына воеводы Брянского и первого Козельского уездного предводителя дворянства Николая Васильевича Ртищева, скончавшегося в 1770 году; братья же последнего — Фёдор и Михаил имели только дочерей. К концу XIX века из этого рода Ртищевых, имевшего три ветви (вторая гнездилась в Мещовском уезде и угасла в 1831 г.), существовала лишь самая младшая — в Лихвинском уезде Калужской губернии и в Москве.